# Нойнкирхен (Саар)
Нойнкирхен (нем. Neunkirchen) — город в Германии, районный центр, расположен в земле Саар.
Входит в состав района Нойнкирхен. Население составляет 47 398 человек (на 31 декабря 2010 года). Занимает площадь 75,08 км². Официальный код — 10 0 43 114.
Город подразделяется на 10 городских районов.

## Галерея

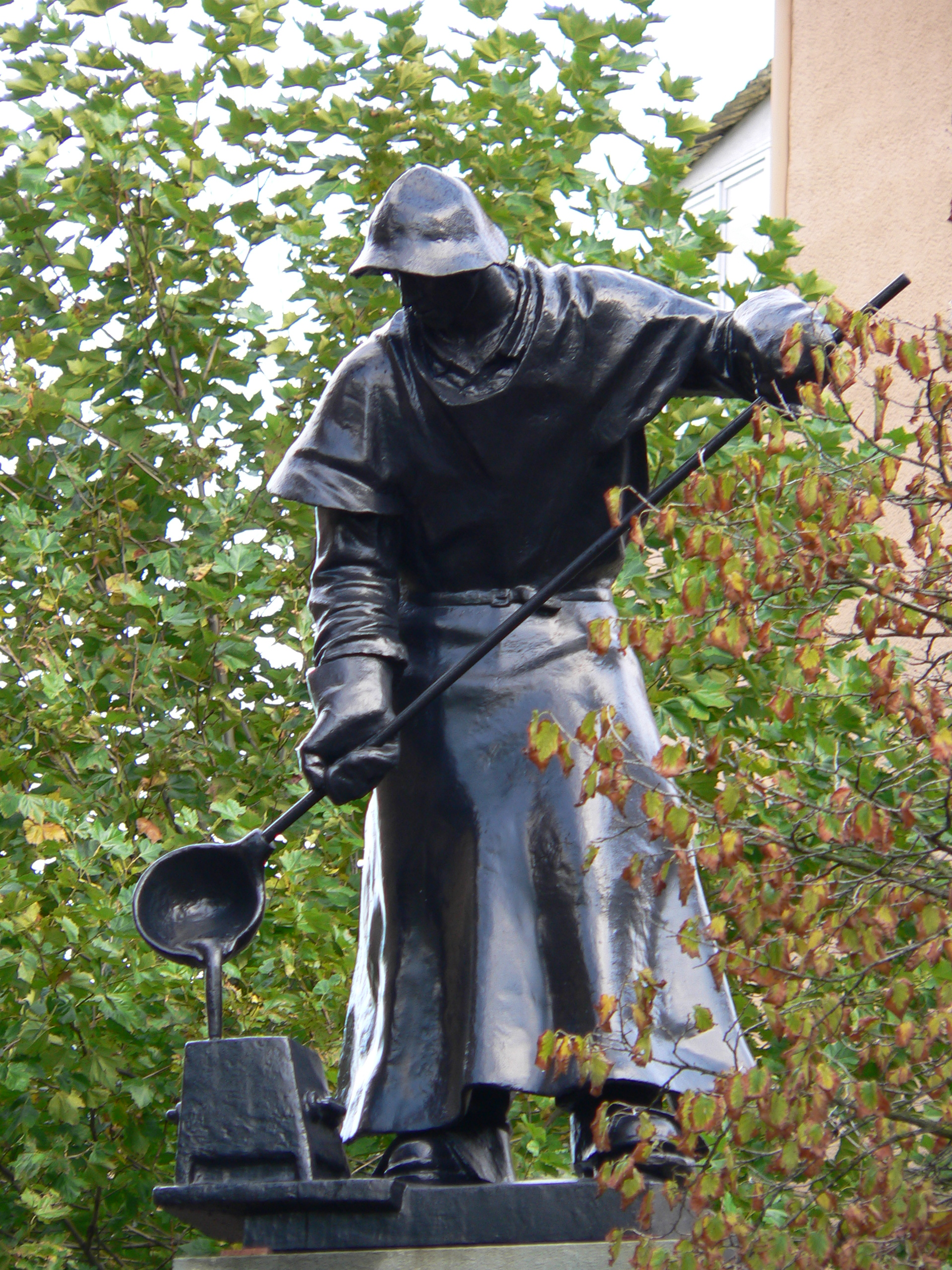
Памятник сталелитейщику
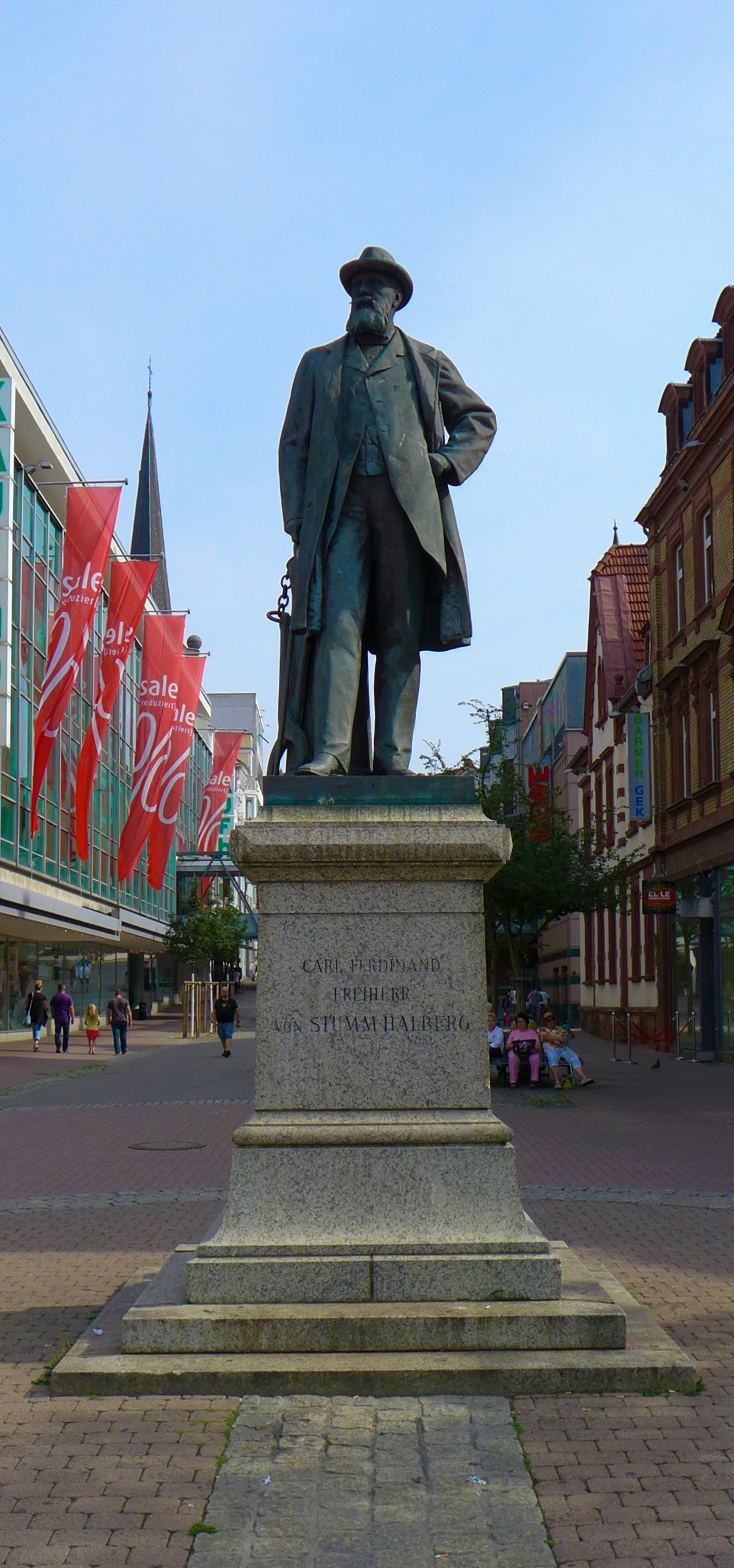
Памятник барону Штумму-Гальбергу